# جاي لارانياغا
جاي لارانياغا (بالإنجليزية: Jay Larrañaga)‏ مواليد 30 يناير 1975 في ذا برونكس، هو مدرب كرة سلة أمريكي ولاعب معتزل. بدأ مسيرته الاحترافية في سنة 1997. يدرب بوسطن سيلتكس في الرابطة الوطنية لكرة السلة. يبلغ طوله 6 قدم 5 بوصة (2.0 م). اعتزل اللعب في 2009.

## المسيرة الاحترافية
لعب مع فيولا ريدجو كالابريا في الدوري الإيطالي في موسم 1997–1998، ثم لعب مع أسفيل باسكت في الدوري الفرنسي في موسم 1999–2000، ثم لعب مع أولمبيا ميلانو في الدوري الإيطالي في موسم 2000–2001، ثم لعب مع سي بي غران كناريا في الدوري الإسباني في موسم 2002–2003، ثم لعب مع إشبيلية في موسم 2003–2004، ثم لعب مع فيرتوس روما في الدوري الإيطالي في سنة 2004، ثم لعب مع ريال مدريد لكرة السلة في الدوري الإسباني في سنة 2004.

## الإنجازات
- كأس إيطاليا لكرة السلة الفوز: 2006
- الدوري الإسباني لكرة السلة الفوز: 2005

## روابط خارجية
- جاي لارانياغا على موقع الاتحاد الدولي لكرة السلة (الإنجليزية)
- جاي لارانياغا على موقع الدوري الإسباني لكرة السلة (الإسبانية)
- جاي لارانياغا على موقع كرة السلة الأوروبية.كوم (الإنجليزية)
- جاي لارانياغا على موقع كلية كرة السلة في سبورتس رفرنس.كوم (الإنجليزية)
- جاي لارانياغا على موقع ريلجم (الإنجليزية)
- جاي لارانياغا على موقع بروبوليرز (الإنجليزية)
- جاي لارانياغا على موقع سبورتس رفرنس (الإنجليزية)
- جاي لارانياغا على موقع سبورتس رفرنس (الإنجليزية)